# Telharmonium

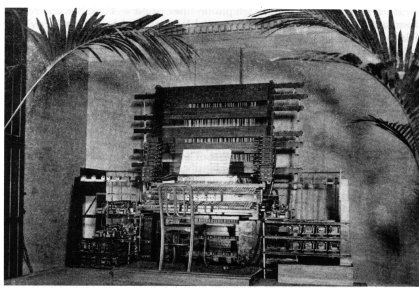
Telharmonium per Thaddeus Cahill 1897.

El Telharmonium (també conegut com el Dynamophone) va ser un orgue elèctric primerenc desenvolupat per Thaddeus Cahill cap a l'any 1896 i patentat el 1897. El senyal elèctric del Telharmonium es transmetia per cables.
Com el més tardà orgue Hammond, el Telharmonium utilitzava rodes tonals per a generar sons musicals mitjançant síntesi additiva. És considerat el primer instrument sintètic per la seva capacitat de generar sons electromecànicament.

## Història
Cahill en construí tres versions: La versió Mark I pesava 7 tones. La versió Mark II pesava gairebé 200 tones, com també la Mark III.